# مارینو ساتو
مارینو ساتو (به ژاپنی: 佐藤万璃音)؛ زادهٔ ۱۲ مهٔ ۱۹۹۹) یک راننده حرفه ای اتومبیلرانی اهل ژاپن است که در حال حاضر برای تیم یونایتد اتواسپورت در سری مسابقات جهانی استقامتی شرکت می‌کند. او اخیراً برای یونایتد اتواسپورت در سری مسابقات لمانز اروپایی شرکت کرده است و بیشتر به خاطر قهرمانی در مسابقات قهرمانی آزاد یورو فرمول ۲۰۱۹ قبل از ورود به مسابقات قهرمانی فرمول ۲ از سال ۲۰۱۹ تا ۲۰۲۲ شناخته شده است.
او با راننده سابق مسابقات فرمول یک و سری ایندی‌کار، تاکوما ساتو ارتباطی ندارد.

## اوایل حرفه ورزشی

### فرمول ۴
در سال ۲۰۱۵، مارینو ساتو در مسابقات قهرمانی فرمول ۴ ایتالیا برای تیم اتومبیلرانی یورونووا/وینچنزو سوسپیری ریسینگ رانندگی کرد. او یک بار در این مسابقات بر روی سکو رفت و در رده‌بندی نهایی در جایگاه دهم قرار گرفت. ساتو برای قهرمانی فرمول ۴ ایتالیا در سال ۲۰۱۶ در این تیم باقی ماند. با این حال، حتی با پیروزی در مسابقه ایمولا، در رده هجدهم جدول قهرمانی رانندگان قرار گرفت.

### قهرمانی فرمول ۳

#### ۲۰۱۷
ساتو در سال ۲۰۱۷ به سری مسابقات قهرمانی فرمول ۳ اروپا رفت تا برای تیم موتوپارک رانندگی کند. او در طول فصل یک امتیاز به دست آورد و در جدول رده‌بندی در جایگاه نوزدهم قرار گرفت.

#### ۲۰۱۸
علیرغم اینکه او دومین راننده با کمترین امتیاز در جدول رده‌بندی رانندگان بود که در این مسابقات شرکت می‌کرد، اما برای فصل ۲۰۱۸ در این تیم و این مسابقات باقی ماند. عملکرد او در سال ۲۰۱۸ نسبت به سال گذشته بهتر شد و در جدول قهرمانی رانندگان شانزدهم شد.

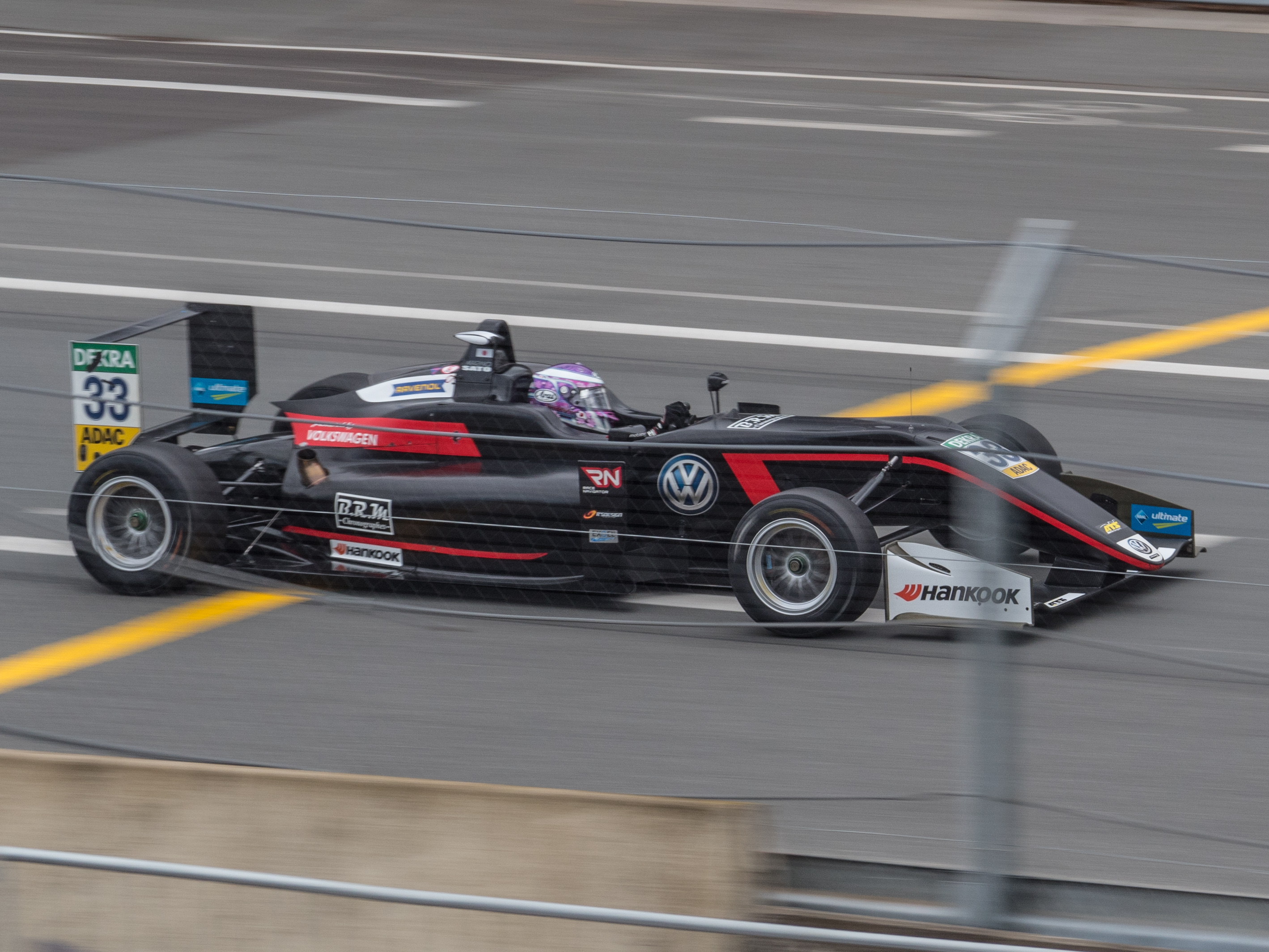
ساتو در حسن رانندگی در مسابقات قهرمانی فرمول ۳ اروپا

### قهرمانی یوروفرمولا اوپن
او در سال ۲۰۱۹ به مسابقات قهرمانی فرمول آزاد اروپا رفت. او با عملکردی خیره کننده توانست با ۹ پیروزی قهرمانی این مسابقات را به دست بیاورد همچنین این عملکرد باعث شد تا تیم موتوپارک قهرمانی تیمی را نیز به دست بیاورد.

### قهرمانی فرمول ۲

#### ۲۰۲۰
در سال ۲۰۲۰ ساتو با تیم تریدنت ریسینگ قرارداد همکاری امضا کرد تا با دیگر راننده این تیم، روی نیسانی رانندگان این تیم در سری مسابقات فرمول ۲ را تشکیل دهند. ساتو تنها توانست یک امتیاز در مسابقه موجلو کسب کند و در نهایت با چهار امتیاز و سه رده پایین‌تر نسبت به هم تیمی خود، نیسانی در رده بیست و دوم جدول قهرمانی قرار گرفت.

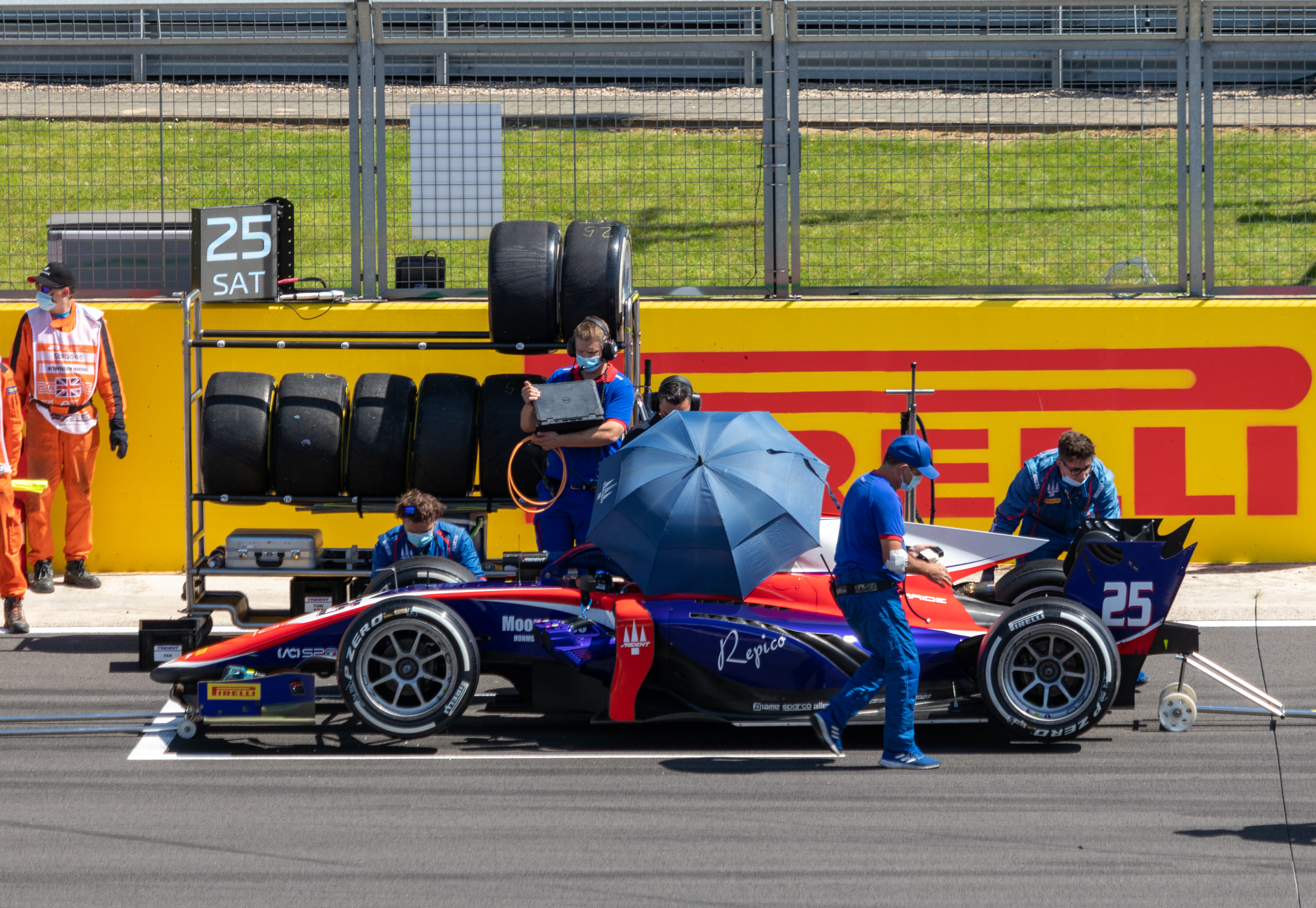
ساتو در مسابقه دوم فصل در پیست سیلورستون

#### ۲۰۲۱
در فصل ۲۰۲۱ این راننده ژاپنی در تیم ترایدنت باقی ماند. او در دومین مسابقه اولین دور از مسابقات با بهترین نتیجه خود در فرمول ۲ رسید و در جایگاه هشتم قرار گرفت و یک امتیاز به دست آورد. این امتیاز تنها امتیاز کسب شده ساتو در طول فصل بود، او در مجموع در جدول رده‌بندی نهایی بیست و یکم شد.

### فرمول یک
ساتو در پایان تست‌های پایان فصل رانندگان جوان فرمول یک در ابوظبی برای تیم اسکودریا آلفاتاوری در کنار هموطن خود یوکی سونودا (که تبدیل به راننده این تیم شد) رانندگی کرد. او این جلسه تمرینی را با زمان (۱:۳۸٫۴۹۵) به پایان رساند و در جایگاه سیزدهم قرار گرفت.

## مسابقات خودروهای ورزشی

### ۲۰۲۴: مسابقات جهانی استقامتی
ساتو پس از عملکرد نسبتاً خوب در سری مسابقات لمانز اروپایی، اعلام شد که او در تیم یونایتد اتواسپرت باقی خواهد می‌ماند تا اولین حضور بین‌المللی خود در مسابقات اتومبیل‌رانی اسپورت را در مسابقات جهانی استقامتی فصل ۲۰۲۴ انجام دهد. او در کلاس جدید مسابقات لمانز جی‌تی۳ (LMGT3) با مک‌لارن ۷۲۰ جی‌تی۳ ایوو رانندگی خواهد کرد.